# Fauna de California

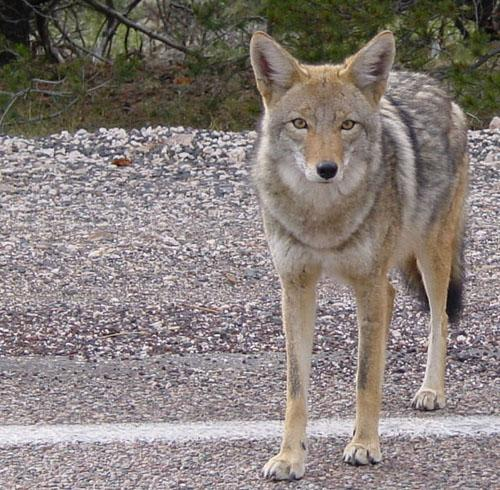
Los coyotes viven en todos los hábitats de California, desde los áridos desiertos del sur hasta las neblinosas regiones costeras del norte.

La fauna del Estado de California probáblemente sea la de mayor diversidad en los Estados Unidos de América. De los 48 estados contiguos, California es el que presenta un clima, orografía y geología con más variedad. Las seis zonas de vida del estado son la baja Sonora (desierto); la alta Sonora (regiones de piedemonte y algunas tierras costeras); la transición (zonas costeras y condados húmedos del noreste); y las zonas canadiense, hudsoniana y ártica, que comprenden las mayores elevaciones de California. La variedad geografía de California da lugar a decenas de ecosistemas diferentes, cada uno de los cuales tiene sus propias plantas y animales autóctonos. California es el tercer estado en tamaño de EE. UU., con una amplia variedad de hábitats.
Entre los animales más comunes que viven en el estado figuran mapaches, comadrejas, nutrias, castores, halcones, lagartos, búhos, coyotes, mofetas, serpientes, pumas, osos negros, ciervos, ardillas y ballenas. En 2013, había 634 especies de aves en el Comité de Registro de Aves de California, diez de las cuales son especies introducidas que no son nativas del estado. La codorniz de California, ave oficial del estado, que se reproduce principalmente en zonas arbustivas y bosques abiertos. Otra ave que pasa el invierno en California es el pelícano blanco americano, una ave marina de gran tamaño, con una envergadura de hasta 280 cm.
Entre las arañas venenosas de California se encuentran la reclusa de Arizona, la reclusa de Baja, la reclusa chilena, la reclusa del desierto, la reclusa de Martha, la reclusa de Russell, la viuda parda y la viuda negra occidental.

## California del norte

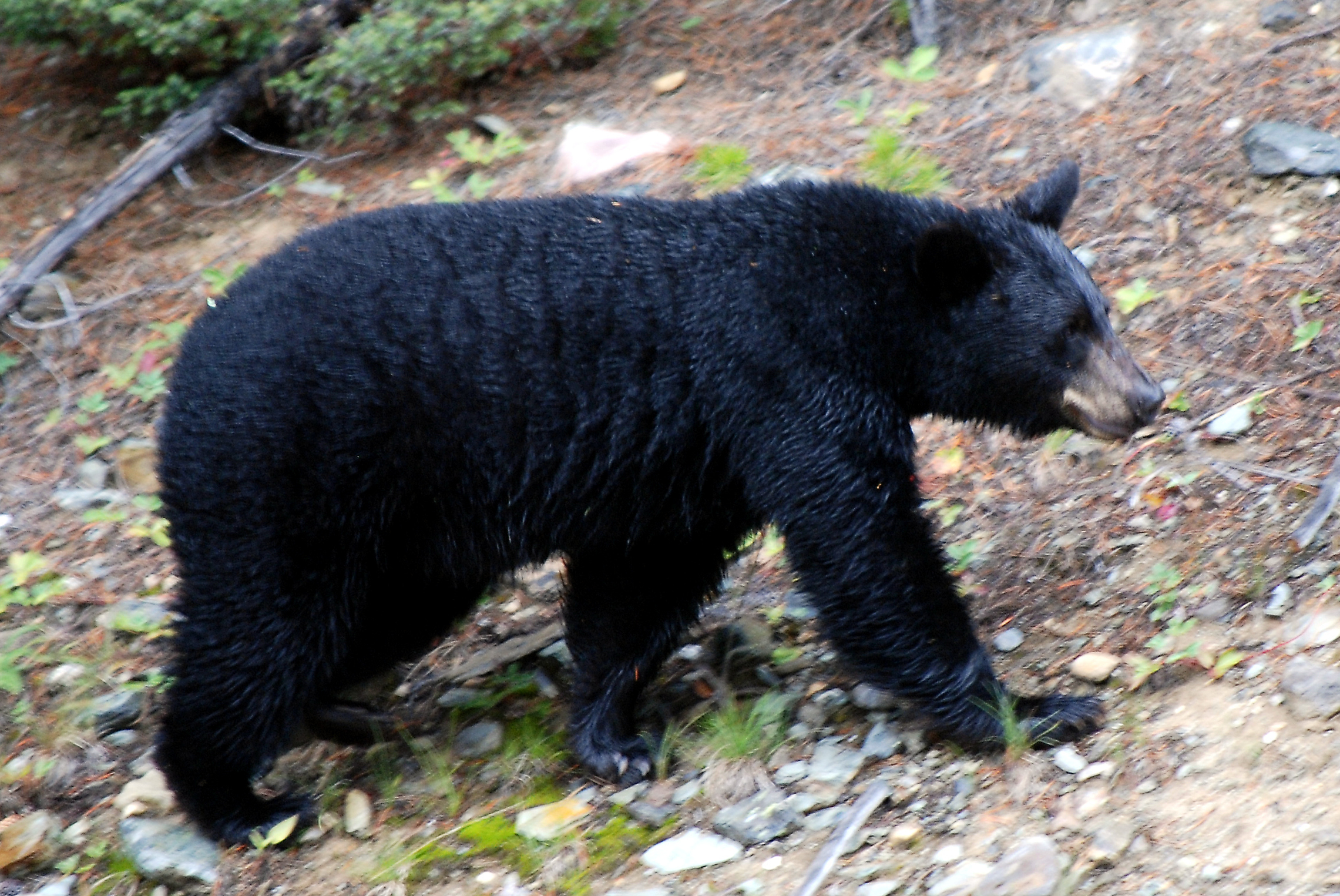
Los bosques del norte de California son el hogar del oso negro americano.
Los bosques en el norte de California tienen una fauna abundante, que incluye, por ejemplo, el venado de cola negra, el oso negro, el zorro gris, el puma norteamericano, el gato montés y el alce de Roosevelt. En el estado hay entre 25 000 y 35 000 osos negros.

También son comunes las culebras de liga y las serpientes de cascabel, al igual que anfibios como el cachorro de barro y la salamandra de secoya. El martín pescador, el carbonero, el towhee y el colibrí representan la avifauna más abundante de esta región. En 2013, la Oficina de Administración de Tierras contabilizó cerca de 1.750 caballos salvajes. En 2011 se inició la repoblación de lobos en California, con la introducción de ejemplares de lobos grises en los condados de Lassen, Siskiyou y Plumas desde Cascade Range de Oregón.

### Sierra Nevada
Los mamíferos de la zona canadiense incluyen la liebre con raquetas de nieve, el carbonero de montaña y varias especies de ardillas listadas. Las aves conspicuas incluyen el arrendajo de frente azul, el zorzal ermitaño, el mirlo acuático americano y el solitario de Townsend. Las aves se vuelven más escasas a medida que se asciende a la zona de Hudson, y el glotón o carcayú ahora se considera raros. La única ave nativa de la alta región del Ártico es el pinzón rosado de corona gris, pero otras aves lo visitan a menudo, como el colibrí de Anna y el cascanueces de Clark .
Los principales mamíferos de esta región también son visitantes que proceden de otras zonas; el conejo de Sierra y la liebre de cola blanca tienen aquí su hogar. También vive en este terreno montañoso el borrego cimarrón, que está catalogado en peligro de extinción por el Servicio de Pesca y Vida Silvestre de los Estados Unidos. Algunos animales en el valle de Yosemite incluyen gatos monteses, leones de montaña, gatos de cola anillada, ardillas terrestres de California, el oso negro americano y el arrendajo de Steller.

#### Lago Tahoe
En términos de volumen, el mayor lago de California es el lago Tahoe, situado en la frontera entre California y Nevada. La zona del lago Tahoe y sus alrededores está repleta de una enorme diversidad de animales y plantas. Entre estos se incluyen la marmota de vientre amarillo, la ardilla de Douglas o el carbonero, la ardilla terrestre de manto dorado, el venado bura, el oso negro, el coyote, el mapache, el Castor y el Puercoespín.
Las aves de la región incluyen el petirrojo americano, el águila calva, la gaviota de California, el ganso canadiense, el junco de ojos oscuros, el pájaro carpintero peludo , el ánade real, el carbonero de montaña, el halcón de cola roja, el arrendajo de Steller, la tangara occidental y el mirlo de cabeza amarilla .La región tiene numerosas arañas venenosas, como la viuda negra, la reclusa parda, la tarántula y la araña vagabunda . La rana de patas amarillas de montaña también vive en toda la zona. Las especies de peces en el lago incluyen el lechón de Tahoe, el pez blanco de montaña, el bagre cabeza de toro marrón, la lobina de boca chica, el pez mosquito y la trucha marrón .

### Montañas Klamath

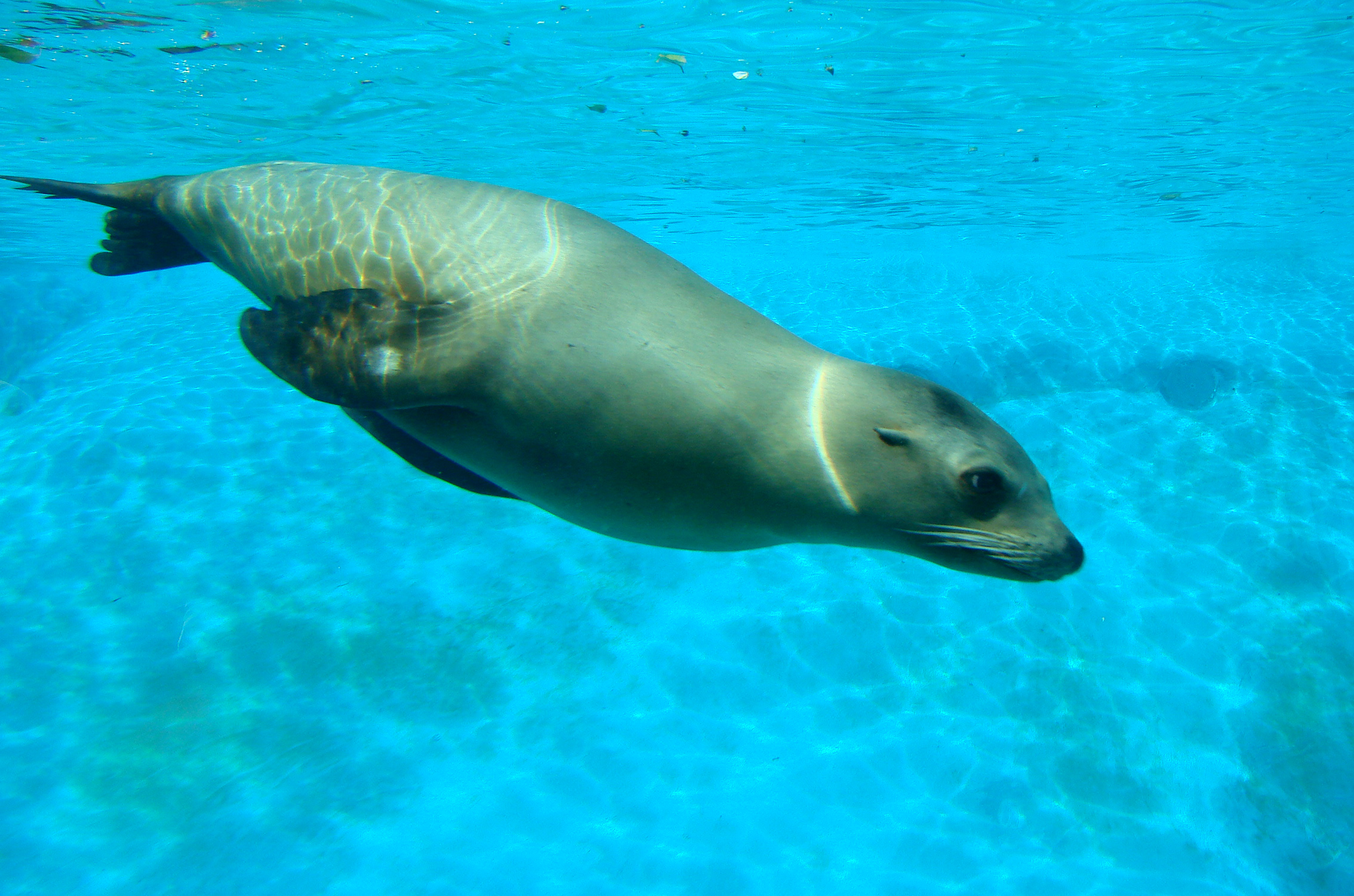
El león marino de California se distribuye a lo largo de toda la costa occidental y las islas de California.

Las vastas montañas Klamath en norte de California, junto con una baja tasa de asentamientos humanos en este primitivo y accidentado terreno, constituyen un excelente hábitat para numerosas especies. Las especies de mamíferos incluyen pumas, osos negros, gatos monteses, linces, mapaches, martas, pescadores, castores, zorros grises, zorros rojos, ardillas voladoras del norte y varias especies de ciervos. Las especies de aves incluyen águilas calvas, águilas reales, pájaro carpintero pileated, paloma de cola de banda, varios halcones, incluidos los azores, varias especies de búhos grandes, incluido el búho moteado, además de una amplia variedad de especies adicionales tanto de plantas como de animales.
La zona tiene lobos. El Trinity Alps Wilderness de 517,000 acres es el segundo desierto designado más grande de California y abarca tres límites de bosques nacionales. Los osos son muy comunes, y se recomienda que los excursionistas usen bolsas para osos o botes para osos . El salmón y la trucha arco iris corren por varios ríos cuyas cabeceras se encuentran en los espacios naturales, incluidos el río Stuart Fork Trinity, el río South Fork Salmon, el río North Fork Trinity y el río New . Otras especies de peces incluyen el salmón real, el salmón plateado, la trucha marrón, la trucha arco iris, el salmón kokanee, la trucha de arroyo oriental, el tipo de pez, el mojarra azul, el bagre, la lobina de boca chica y grande .

### Big Sur
Big Sur es una región de la costa central de California donde las montañas de Santa Lucía se elevan abruptamente desde el Océano Pacífico. Big Sur es el hogar de una gran variedad de animales. Los mamíferos incluyen linces, comadrejas, coyotes, zorros grises y pumas; así como otros no nativos, como los jabalíes de Rusia que fueron importados en la década de 1920 para la caza deportiva en Rancho San Carlos y ahora se pueden encontrar en 56 de los 58 condados del estado. En la costa rocosa se pueden observar leones marinos, focas comunes, elefantes marinos, ballenas grises, nutrias marinas y varias especies de tiburones.
Esta zona es también el hogar de muchas aves marinas y acuáticas como las Gaviotas, los cormoranes, los sauces, los andarríos, los ostreros, los araos y muchos otros. El Andrew Molera State Park tiene más de 350 especies diferentes de aves. El halcón peregrino, el pelícano pardo, los el cormorán de Brandt, etcétera. Entre los anfibios se pueden ver la salamandra arbórea, el tritón de California y el sapo occidental.

## Sur de California

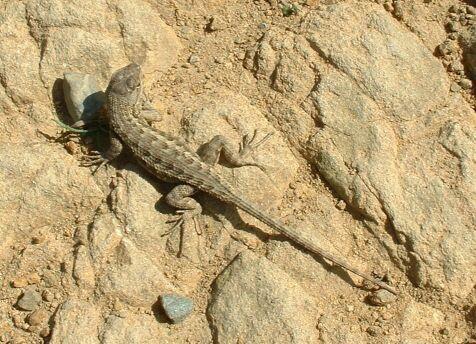
California es el hogar de docenas de especies de lagartijas. La lagartija de valla occidental que se muestra es la más común en el sur de California.

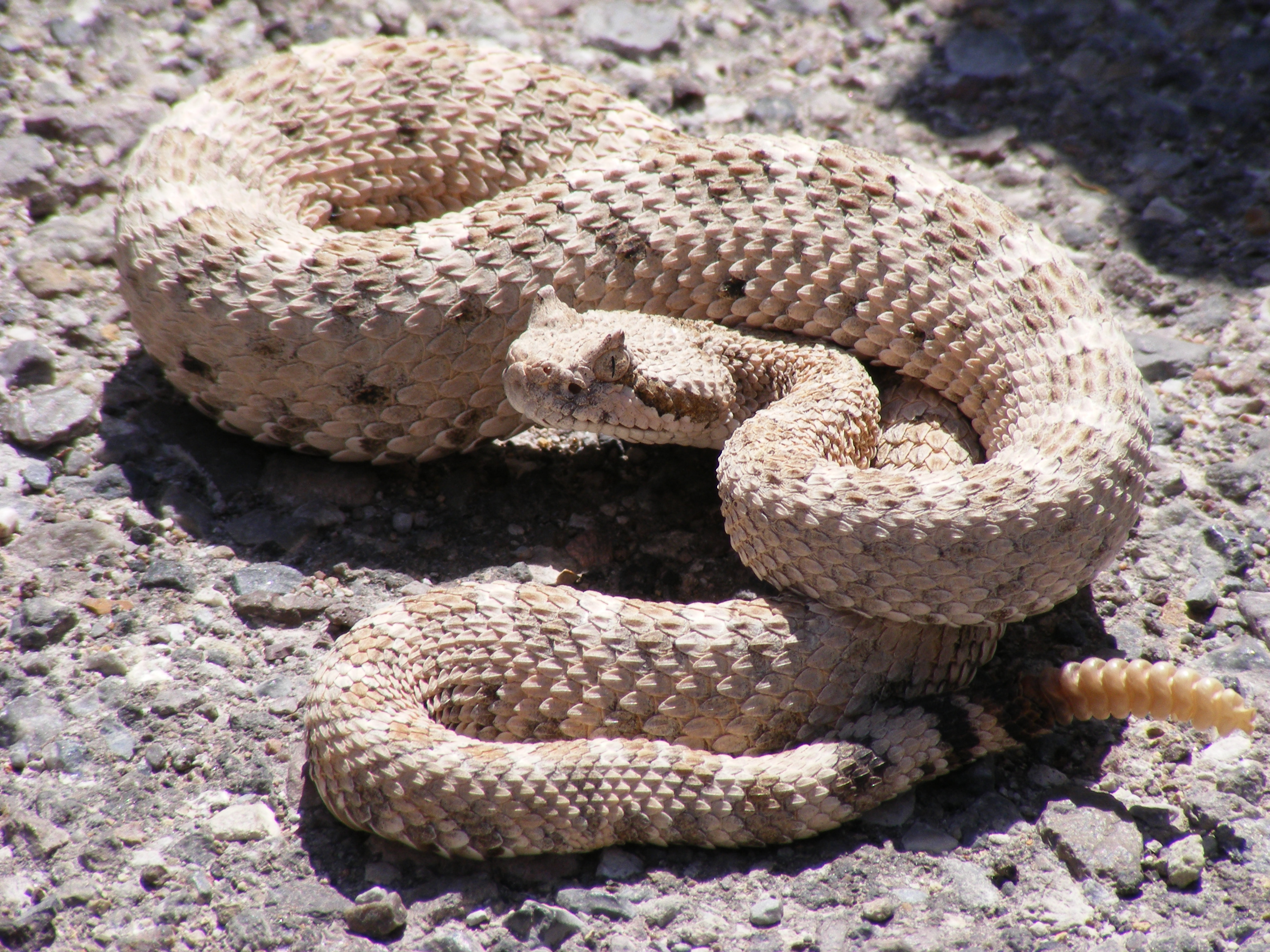
El desierto de Sonora tiene 11 especies de serpientes de cascabel, más que cualquier otro lugar del mundo.

El sur de California constituye uno de los conjuntos más variados de paisajes geológicos, topográficos y de ecosistemas naturales, con una diversidad que supera a la de otras grandes regiones del país. La región abarca desde las islas del Canal del Pacífico, las costas, las playas y las llanuras costeras, pasando por las cordilleras Transversal y Peninsular con sus picos, hasta los grandes y pequeños valles interiores y los vastos desiertos de California.
Hay varios tipos de serpiente de cascabel autóctonas de la región. Mientras que sólo la cascabel del Pacífico Noroeste habita en el norte de California, más de una decena de serpientes de cascabel tienen su hogar en los desiertos del sur de California, incluida la serpiente de cascabel occidental y la serpiente de cascabel de Mojave. Las aves de la región incluyen el colibrí de Anna, el pájaro carpintero bellotero, el parpadeo norteño, el towhee de California, el buitre de California y el halcón de cola roja.

### Desierto de Mojave
El desierto de Mojave, extremadamente caluroso, cuenta con animales que se han adaptado a su entorno y cada uno de ellos ocupa un nicho importante en el ecosistema desértico. Destacan la serpiente de cascabel de Mohave, la tortuga del desierto, la serpiente brillante, la lagartija colilarga común, la serpiente rey de California, el escorpión peludo gigante, el escorpión de cola rayada y la iguana del desierto.

### Desierto de Sonora
Los mamíferos que se encuentran en los desiertos de la zona baja de Sonora incluyen la liebre, la rata canguro y la zarigüeya. Entre las especies de aves más habituales, se encuentran el búho chillón occidental, el correcaminos, el reyezuelo del cacto y varias especies de halcones. Entre los reptiles se encuentran el crótalo cornudo, la tortuga del desierto y el sapo cornudo. La zona superior de Sonora alberga mamíferos como el antílope, la rata de madera de patas marrones y el gato de cola anillada. Las aves que caracterizan esta zona son el cuitlacoche de California, el bushtit americano y el cóndor de California.

### Río Colorado
El río Colorado es el río más largo del estado de California. Muchos animales han hecho del río Colorado y sus alrededores, el valle del río Colorado inferior, su hogar. El río alberga varias especies de serpientes, escorpiones, tarántulas, mirlos de cabeza amarilla, iguanas del desierto, zorros, gatos monteses y coyotes. Los ríos y arroyos de la cuenca del Colorado llegaron a albergar 49 especies nativas de peces, de los cuales 42 eran endémicos.
Los proyectos de ingeniería y la regulación de los ríos han llevado a la extinción de cuatro especies y a la grave disminución de las poblaciones de 40 especies. El cacho de cola de hueso, el matalote jorobado, el pikeminnow de Colorado y el cacho jorobado se encuentran entre los que se consideran en mayor riesgo de desaparición. Todos son exclusivos del sistema del río Colorado y están bien adaptados a las condiciones limosas naturales del río y las variaciones de caudal.

### Costa californiana
En la Costa de California se pueden encontrar muchas especies de animales y plantas como el mapache, la mofeta, la zarigüeya y la rata. Los grandes depredadores incluyen el zorro gris el zorro rojo, el gato montés, el coyote, el oso negro americano y el puma. Entre los insectos que habitan la zona se encuentran las avispas, la abeja europea, las chaquetas amarillas, las moscas, las polillas. La vida marina incluye orcas y grandes tiburones blancos.
Las aguas de California albergan once especies de delfines, incluido el delfín común de hocico corto y el delfín de flancos blancos del Pacífico, así como a más de una decena de especies de ballenas, incluidas la orca y la ballena gris. Hay registro de, al menos, 34 especies de tiburones, que incluyen el gran tiburón blanco y el tiburón tigre. El océano de California alberga seis especies de focas: el lobo marino de Guadalupe, el lobo marino del norte, el león marino del norte, el león marino de California, que puede medir hasta dos metros y medio y se encuentra en aguas poco profundas, cerca de las playas y entre las rocas. y la foca común. En mar abierto está el elefante marino del norte, que alcanza los 4,3 metros y tiene una población de poco más de 150 000 ejemplares.

#### Vida silvestre de los jardines
Es fácil encontrar en los jardines traseros de las casas Mapaches, zarigüeyas, zorrillos y zorros que, junto con insectos, pájaros, lagartijas y ardillas se convierten en visitantes de los espacios habitados por los humanos. Otra fauna más salvaje, como los gatos monteses pueden aparecer cerca de los límites de las tierras silvestres, junto con las  serpientes de cascabel, los coyotes, los pumas y los osos.

### Islas del Canal

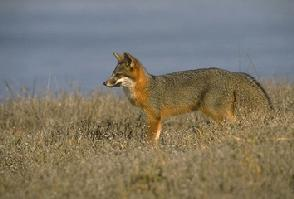
El zorro de la Isla del Canal es originario de seis de las ocho Islas del Canal de California. Hay seis subespecies del zorro, cada una endémica en la isla en la que vive, lo que refleja su historia evolutiva.

Dentro del Parque Nacional de las Islas del Canal, que abarca cinco de las ocho islas del Canal de California, se encuentran más de 2000 especies de plantas y animales. Tres mamíferos son endémicos del archipiélago: el zorro de las Islas del Canal, el ratón ciervo y la mofeta manchada de las Islas del Canal. Hay muchas especies introducidas tales como los jabalíes, gatos, ratas, ciervos, ganado, las ovejas de Santa Cruz y la manada de bisontes de la isla Catalina.
Otros mamíferos del archipiélago son el ratón de cosecha, la ardilla de tierra y la musaraña ornamentada, el lagarto isleño, el arrendajo isleño, la foca común, el león marino de California, el lagarto nocturno isleño, la lechuza común, el águila calva, el cernícalo americano, la alondra cornuda, el pelícano y el pardo de California. De estas especies, 145 son exclusivas de las islas y no se encuentran en ningún otro lugar del mundo. La vida marina varía desde el plancton microscópico hasta la ballena azul en peligro de extinción, el animal más grande en la tierra. El océano que rodea las islas tienen una rica vida marina, entre las especies se incluyen, por ejemplo, orcas, el tiburón hinchado, la raya murciélago, la morena de California, el gran tiburón blanco y leones marinos.